# Villesèque
Villesèque är en kommun i departementet Lot i regionen Occitanien i södra Frankrike. Kommunen ligger i kantonen Luzech som tillhör arrondissementet Cahors. År 2022 hade Villesèque 402 invånare.

## Befolkningsutveckling
Antalet invånare i kommunen Villesèque
| Referens: INSEE |